# Canal de Gota
Canal de Gota - mais conhecido como Canal de Göta (em sueco: Göta kanal;  PRONÚNCIA) - é um canal do Sul da Suécia que une o lago Vänern ao mar Báltico, atravessando as províncias da Västergötland e Östergötland.
Inicia em Sjötorp, na margem oriental do Vänern, e vai até Mem, na baía de Slätbaken. Tem 190 quilômetros de extensão e apresenta diferenças de nível de 91 quilômetros. No seu percurso há 58 comportas e 2 aquedutos. 
Junto ao Vänern, o canal de Trollhättan e o rio Gota, permite viajar de barco entre Estocolmo e Gotemburgo, atravessando todo o Sul da Suécia, entre o Mar Báltico e o Mar do Norte.
Projetado pelo arquiteto Baltzar von Platen, sua construção foi iniciada em 1810, tendo sido aberto ao público em 1832. Nos trabalhos, participaram 58 000 trabalhadores, incluindo soldados conscritos de 16 regimentos e prisioneiros de guerra russos. Passados 40 anos, o canal de Göta perdeu a sua importância ao ser ultrapassado pela via férrea como meio de transporte de mercadorias.
Mas continuou todavia a dar lucro até 1910, altura em que automobilismo moderno lhe retirou completamente o seu papel como via de transportes. 
Hoje em dia, é uma atração turística de renome, sendo traficado por barcos de recreio e navios turísticos.
| Mapa do canal                                                 |
| \| \| \| O Canal de Gota, assinalado com linha azul escura \| |
| {{{caption}}}                                                 |
| O Canal de Gota, assinalado com linha azul escura             |